# Robin Lehner
Robin Lehner (ur. 24 lipca 1991 w Göteborgu) – szwedzki zawodowy hokeista na lodzie występujący na pozycji bramkarza w Chicago Blackhawks z National Hockey League (NHL). Wybrany przez Ottawa Senators z numerem 46. w drugiej rundzie NHL Entry Draft 2009. W czerwcu 2015 przeniósł się do Buffalo Sabres na zasadzie wymiany za 21. numer w drafcie w 2015 roku.

## Statystyki

### Sezon zasadniczy i play-off
| 2007–08     | Frölunda HC                 | Swe U18     | 19  | —  | —  | —  | 1147 | 34  | 6 | 1.78 | —    | 4  | —  | — | 243  | 15 | 0 | 3.70 | —    |
| 2008–09     | Frölunda HC                 | Swe Jr.     | 22  | —  | —  | —  | 1318 | 67  | 1 | 3.05 | .903 | 1  | —  | — | 58   | 3  | 0 | 3.08 | —    |
| 2008–09     | Frölunda HC                 | Swe U18     | 2   | —  | —  | —  | 117  | 5   | 0 | 2.56 | —    | 7  | —  | — | 438  | 19 | 0 | 2.60 | —    |
| 2009–10     | Sault Ste. Marie Greyhounds | OHL         | 47  | 27 | 13 | 3  | 2574 | 120 | 5 | 2.80 | .918 | 5  | 1  | 4 | 279  | 20 | 0 | 4.29 | .874 |
| 2009–10     | Binghamton Senators         | AHL         | 2   | 2  | 0  | 0  | 120  | 6   | 0 | 3.00 | .898 | —  | —  | — | —    | —  | — | —    | —    |
| 2010–11     | Binghamton Senators         | AHL         | 22  | 10 | 8  | 2  | 1246 | 56  | 3 | 2.70 | .912 | 19 | 14 | 4 | 1112 | 39 | 3 | 2.10 | .939 |
| 2010–11     | Ottawa Senators             | NHL         | 8   | 1  | 4  | 0  | 341  | 20  | 0 | 3.52 | .888 | —  | —  | — | —    | —  | — | —    | —    |
| 2011–12     | Binghamton Senators         | AHL         | 40  | 13 | 22 | 1  | 1156 | 119 | 2 | 3.26 | .907 | —  | —  | — | —    | —  | — | —    | —    |
| 2011–12     | Ottawa Senators             | NHL         | 5   | 3  | 2  | 0  | 299  | 10  | 1 | 2.01 | .935 | —  | —  | — | —    | —  | — | —    | —    |
| 2012–13     | Binghamton Senators         | AHL         | 31  | 18 | 10 | 2  | 1841 | 65  | 3 | 2.12 | .938 | —  | —  | — | —    | —  | — | —    | —    |
| 2012–13     | Ottawa Senators             | NHL         | 12  | 5  | 3  | 4  | 735  | 27  | 0 | 2.20 | .936 | 2  | 0  | 1 | 49   | 2  | 0 | 2.45 | .920 |
| 2013–14     | Ottawa Senators             | NHL         | 36  | 12 | 15 | 6  | 1942 | 99  | 1 | 3.06 | .913 | —  | —  | — | —    | —  | — | —    | —    |
| 2014–15     | Ottawa Senators             | NHL         | 25  | 9  | 12 | 3  | 779  | 74  | 0 | 3.02 | .905 | —  | —  | — | —    | —  | — | —    | —    |
| 2015–16     | Buffalo Sabres              | NHL         | 21  | 5  | 9  | 3  | 1155 | 48  | 1 | 2.47 | .924 | —  | —  | — | —    | —  | — | —    | —    |
| 2015–16     | Rochester Americans         | AHL         | 3   | 1  | 2  | 0  | 179  | 10  | 0 | 3.36 | .888 | —  | —  | — | —    | —  | — | —    | —    |
| NHL łącznie | NHL łącznie                 | NHL łącznie | 107 | 35 | 45 | 18 | 5953 | 278 | 3 | 2.80 | .916 | 2  | 0  | 1 | 49   | 2  | 0 | 2.43 | .920 |

### Międzynarodowe
| Rok                | Drużyna            | Turniej            | Wynik              |   | M | W | P | T/OTL | MIN | GA | SO   | GAA  | SV% |
| ------------------ | ------------------ | ------------------ | ------------------ | - | - | - | - | ----- | --- | -- | ---- | ---- | --- |
| 2009               | Szwecja            | MŚ U18             | 5                  | 4 | — | — | — | 236   | 11  | 1  | 2.80 | .916 |     |
| 2011               | Szwecja            | MŚJ                | 4                  | 3 | 1 | 1 | 0 | 195   | 9   | 1  | 2.77 | .906 |     |
| Juniorskie łącznie | Juniorskie łącznie | Juniorskie łącznie | Juniorskie łącznie | 7 | — | — | — | 431   | 20  | 2  | —    | —    |     |

## Osiągnięcia
Indywidualne
- Nagroda Guldpucken - najlepszy szwedzki zawodnik roku w sezonie 2018-2019[3]